# Khalabat
Tarbela Township también conocido como Khalabat, Khalabut o Khalabat Township (KTS) es un consejo de aldea de Pakistán del noroeste de la provincia fronteriza de Pakistán.
Está a unos 65 km (40 mi) al norte de Islamabad y a 35 km al sur de Abbottabad. El municipio, que abarca una zona de llanura montañosa, comprende cuatro sectores y dos consejos de la unión: el consejo de la unión de Tarbela tiene los sectores 1 y 2, y el consejo de la unión de Khalabat tiene los sectores 3 y 4.